# Microsoft Operations Framework
Microsoft Operations Framework (również: MOF) – narzędzie dostarczające wskazówek, które pozwalają osiągnąć stabilność, dostępność, zarządzalność i wspieralność rozwiązań opartych na technologiach Microsoftu. MOF opisuje zagadnienia związane z ludźmi, procesami i technologią w zakresie dotyczącym zarządzania skomplikowanymi, heterogenicznymi środowiskami. MOF jest adresowany jako sposób postępowania w zarządzaniu rozwiązaniem, aby dostarczyć usługę.
MOF wiąże standard ITIL ze specyficznymi zaleceniami związanymi z produktami i technologiami Microsoftu